# Рудиша, Дэвид
Дэ́вид Леку́та Руди́ша (англ. David Lekuta Rudisha; 17 декабря 1988, Килгорис, Рифт-Валли, Кения) — кенийский легкоатлет, специализируется в беге на 800 метров. Двукратный олимпийский чемпион (2012 и 2016), двукратный чемпион мира (2011 и 2015), двукратный чемпион Африки (2008 и 2010). Двукратный победитель Бриллиантовой лиги. Рекордсмен мира на дистанции 800 метров (1:40,91, финал Олимпийских игр в Лондоне).
Лучший легкоатлет мира по версии IAAF 2010 года. После 2017 года в соревнованиях участия не принимал.

## Биография
Родился 17 декабря 1988 года в городе Килгорис, округ Транс-Мара. Его отец бывший легкоатлет, серебряный призёр Олимпийских игр 1968 года Даниэль Рудиша. Мать Тамиша Рудиша певица, поёт песни в жанре фолк-музыки. По этнической принадлежности относится к народу масаи. У него также есть шесть родных братьев и сестёр. В детстве отец показал ему свою олимпийскую медаль, что послужило стимулом для начала занятий бегом. В 2003 году он окончил начальную школу и поступил учиться в среднюю школу "святого Фрэнсиса" в деревне Капкатуи. Примерно в это же время он из газеты узнал, что в школе " Святого Патрика" в городе Итен работает известный ирландский тренер Кольм О’Коннелл. Однако тогда он не решился найти его и попытаться записаться в его группу. В 2004 году он начал систематически заниматься лёгкой атлетикой, его первым тренером стал школьный тренер по лёгкой атлетике Самсон Касимири. Первоначально он тренировался для участия в десятиборье, однако позже по наставлению тренера переориентировался на дистанции 400 и 800 метров. В 2005 году Дэвид вошёл в список начинающих спортсменов, которые приглашаются тренироваться у О’Коннелла. И уже спустя некоторое время он сделал вывод, что основной дистанцией начинающего бегуна будет 800 метров. В апреле 2005 года Джафет Кимутаи рассказал своему менеджеру австралийцу Джеймсу Темплетону о перспективном молодом парне, который тренируется в тренировочном лагере при школе св. Патрика и рекомендовал ему взять его в свою группу. Австралиец впервые увидел Рудишу во время тренировки и был восхищён его техникой бега. Темплетон согласился помочь Дэвиду и его тренеру в организации тренировочного процесса. С помощью спонсоров, австралийский специалист помог провести в школу электричество и купить морозильные камеры. Также на спонсорские деньги были куплены коровы, чтобы Рудиша и остальные школьники ежедневно пили молоко.

## Спортивная карьера

### Начало карьеры (2005—2008)
В мае 2005 года он впервые принял участие в международных соревнованиях. На чемпионате Восточной Африки среди юношей он занял 2-е место на дистанции 400 метров — 48,2. В следующем году его первым крупным соревнованием стал отборочный чемпионат Кении среди взрослых, где занял 6-е место с результатом 1.46,3. Несколько недель спустя Рудиша финишировал 2-м на отборочном чемпионате Кении среди юниоров — 1.47,5, и вошёл в состав сборной Кении для участия в юниорском чемпионате мира в Пекине. 18 августа он стал чемпионом мира среди юниоров, выиграв со временем 1.47,40. На следующий день после триумфа на 800-метровой дистанции он вместе с партнёрами по команде выступил в предварительных забегах эстафеты 4×400 метров. Сборная Кении заняла 2-е место в забеге, установив юниорский национальный рекорд — 3.05,72. Дэвид Рудиша бежал завершающий четвёртый этап. В финальном забеге, состоявшийся на следующий день, кенийская сборная финишировала на 4-м месте, вновь обновив национальный рекорд среди юниоров — 3.05,54.
Спортивный сезон 2007 года начался с выступления на соревнованиях Qatar Athletic Super Grand Prix (на тот момент они назывались Qatar IAAF World Super Tour) в Дохе, где занял 6-е место и установил личный рекорд — 1.45,63. 2 июля Рудиша принял участие в Folksam Grand Prix в шведском городе Мальмё. В этом забеге он бо́льшую часть дистанции бежал в середине группы, однако за 250 метров до финиша начал финишное ускорение и в итоге стал победителем с личным рекордом — 1.45,10. Его следующим стартом была Атлетиссима, состоявшаяся 10 июля. Организаторы соревнований разделили участников 800-метровой дистанции на 2 забега. Дэвид Рудиша был включён в состав первого забега, который и выиграл с результатом 1.45,82. В августе он принял участие в чемпионате Африки среди юниоров, на котором одержал победу с рекордом чемпионатов — 1.46,41. Под занавес сезона выиграл 2 этапа Золотой лиги, это Мировой класс в Цюрихе со временем 1.45,51 и Мемориал Ван-Дамма с личным рекордом — 1.44,15.
Первым стартом сезона 2008 года для бегуна становится забег в Накуру, который он выигрывает 1.47,0. 19 апреля он принимает участие в отборочном чемпионате Кении, по результатам которого будет сформирована сборная для участия в чемпионате Африки. В этот день он сначала выигрывает предварительный забег, а затем финальный со временем 1.44,38. Спустя 10 дней Рудиша начинает своё выступление на континентальном первенстве в Аддис-Абебе. 30 апреля выигрывает предварительный забег — 1.52,93, 1 мая побеждает в полуфинале — 1.48,82, 2 мая становится чемпионом Африки с результатом 1.44,20. Также он побил рекорд чемпионатов, установленный его соотечественником Сэмми Коскеем в 1984 году — 1.45,17.

### Расцвет карьеры и мировые рекорды (2009—2011)

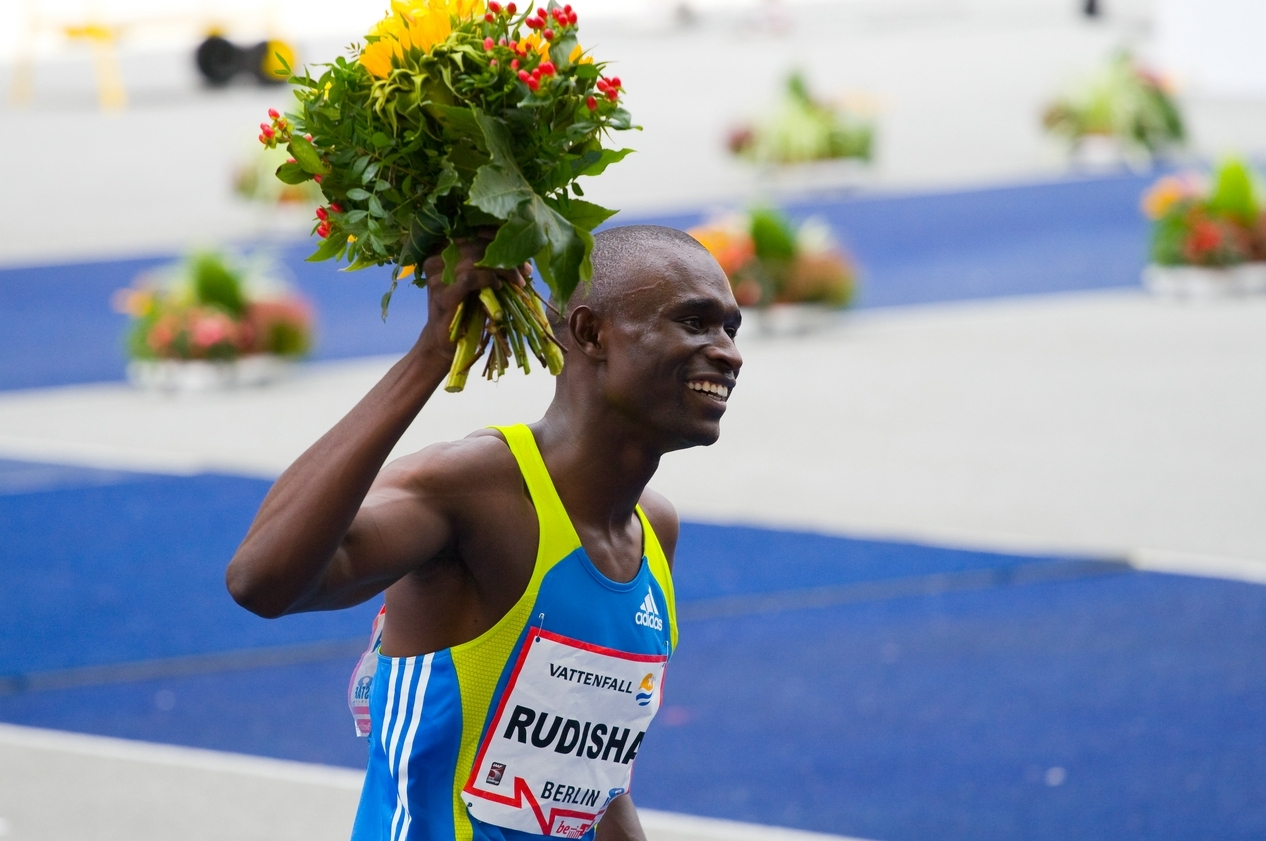
Празднует мировой рекорд, установленный 22 августа 2010 года на соревнованиях ISTAF Berlin

В течение 2010 года дважды улучшил мировой рекорд на дистанции 800 м, выиграл Кубок мира и чемпионат Африки. Рудиша стал самым молодым «атлетом мира» ИААФ (в 21 год), а также первым кенийским атлетом за всю историю премии. В том же 2010 году Дэвид стал спортсменом года в Кении (англ. SOYA Awards). В 2009—2012 годах обладал лучшим временем сезона в беге на 800 метров. Лучший легкоатлет мира по версии журнала Track & Field News 2010 года.

### Олимпийский сезон (2012)

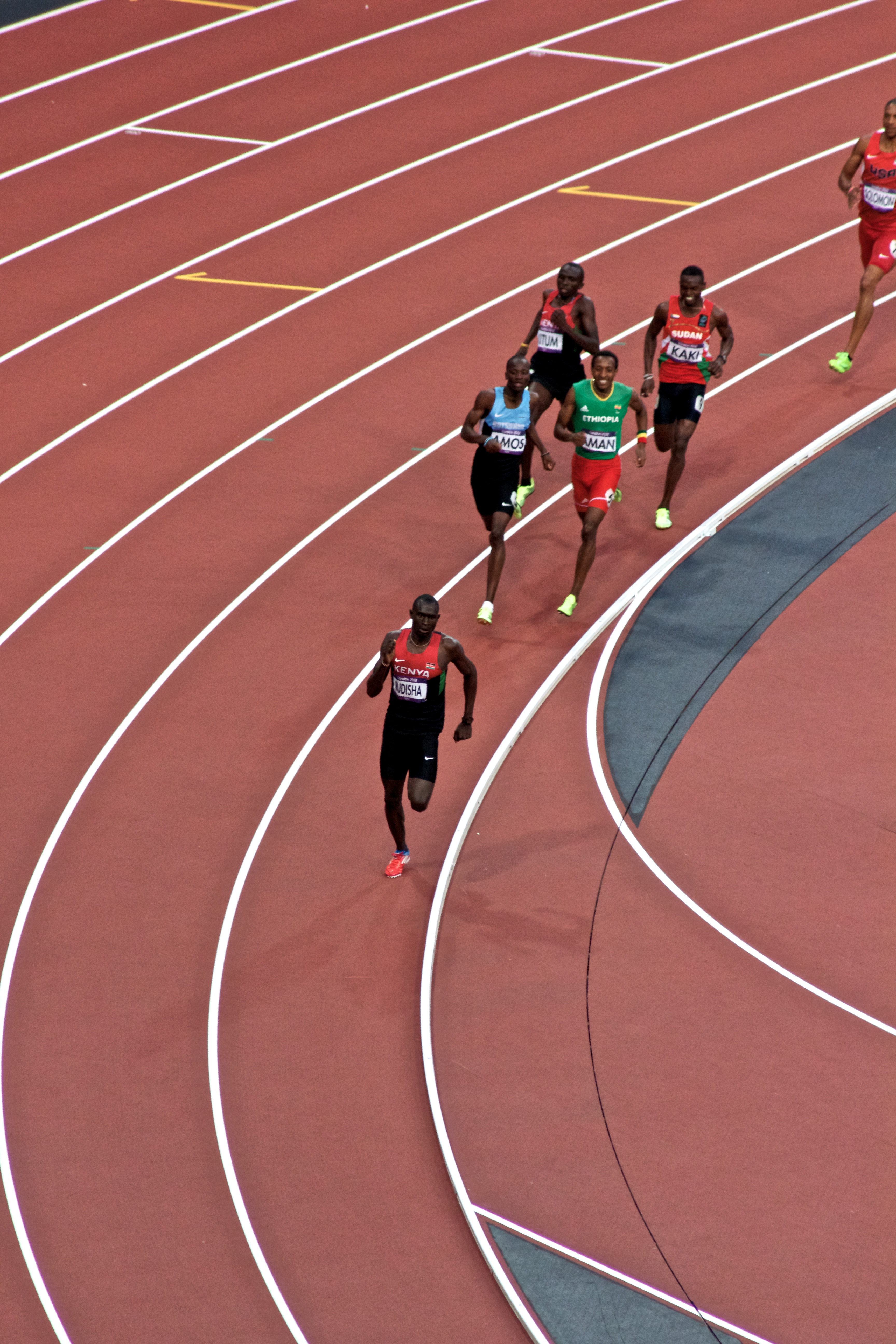
Дэвид Рудиша лидирует в финале Олимпийских игр 2012 года

Первыми соревнованиями олимпийского сезона стали Sydney Track Classic, состоявшиеся 18 февраля. На них он стал серебряным призёром в беге на 400 метров — 45,82. Спустя 2 недели становится победителем Melbourne Track Classic с результатом 1.44,33. 11 мая принял участие в Qatar Athletic Super Grand Prix, на котором стал победителем с лучшим результатом в сезоне — 1:43.10. Спустя месяц 9 июня Дэвид становится победителем очередного этапа Бриллиантовой лиги Adidas Grand Prix, где он показывает лучшее время сезона в мире — 1.41,74. Выступление на Олимпийских играх в Лондоне начал 6 августа с участия в предварительном забеге, который выигрывает со временем 1.45,90. 7 августа выигрывает полуфинальный забег с результатом 1.44,35 и квалифицировался в финал. 9 августа 2012 года на XXX Олимпийских играх стал олимпийским чемпионом с мировым рекордом 1.40,91.
Первым стартом после олимпийского триумфа, а также последним в уходящем сезоне, стал Мировой класс в Цюрихе. Будучи главным фаворитом забега он на финишной прямой уступил эфиопскому юниору Мохаммеду Аману, который победил с национальным рекордом 1.42,53, а Рудиша показал время 1.42,81. Это поражение стало единственным в сезоне.

### Период травм (2013—2014)
В сезоне 2013 года сделал только 2 старта на международных соревнованиях. 10 мая он выиграл этап Бриллиантовой лиги Doha IAAF Diamond League Meeting — 1.43,87 и 25 мая стал победителем New York adidas Grand Prix — 1.45,14. Остальную часть сезона пропустил из-за травмы колена правой ноги.
Первоначально планировалось, что его первым стартом после травмы станет Qatar Athletic Super Grand Prix 9 мая. Однако за две недели до этого, во время его первой тренировки по грунтовой дороге в Камарини, вблизи Итена, он почувствовал лёгкую боль в левой икроножной мышце. Вместе с тренером они приняли решение перенести своё выступление на 31 мая (Prefontaine Classic). В результате он выступил на этих соревнованиях, где занял 7-е место с результатом 1.44,87. 14 июня стал победителем Adidas Grand Prix — 1.44,63. 12 июля стал победителем Sainsbury's Glasgow Grand Prix — 1.43,34.
31 июля занял 2-е место на Играх Содружества, уступив на финишной прямой Найджелу Амосу.

## Личная жизнь
В конце 2010 года Дэвид Рудиша женился на своей давней возлюбленной Элизабет Нааню. У них есть общая дочь Чарлин (д.р. 31 января 2010 года). По информации на 2012 год они проживают на окраине Элдорета.
В августе 2019 года попал в ДТП в Кении, когда его внедорожник столкнулся с автобусом, Рудиша серьёзно не пострадал. В декабре 2022 года выжил в авиакатастрофе в Кении, не получив повреждений.